# Петренко, Алексей Александрович
Алексей Александрович Петренко (1 октября 1910, Ташкент — 31 августа 1979, там же) — советский геолог, лауреат Ленинской премии (1959).

## Биография
В 1938 году окончил факультет геологии Среднеазиатского индустриального института по специальности «горный инженер-геолог». В 1938—1939 годы — начальник отряда Среднеазиатского Геологического треста, затем — начальник партий Киргизского (1939—1940), Узбекского (1940—1947) геологических управлений.
Начальник партии (1947—1950), главный геолог и главный инженер (1950—1951) Красногорской экспедиции, начальник (с 1951) Краснохолмской экспедиции, впоследствии реорганизованной в ПГО «Краснохолмскгеология» (по 31.8.1979).
Участник и руководитель открытия, разведки и передачи в промышленную разработку десятков месторождений урановых руд, в том числе Учкудукского уранового месторождения (вместе с В. М. Мазиным, А. И. Паком, Ф. Н. Абакумовым, М. Э. Поярковой), на базе которого был создан Навоийский горно-металлургический комбинат.

## Награды
- Ленинская премия 1959 года[1] — за участие в открытии уранового месторождения Учкудук (вместе с А. И. Паком, Ф. Н. Абакумовым, М. Э. Поярковой, В. И. Кузьменко)[3]
- Заслуженный геолог Узбекской ССР (1970)[1].